# La Abeja Médica Española
La Abeja Médica Española fou una revista de caràcter mensual de medicina, cirurgia, química, farmàcia i ciències físiques i naturals, que es va publicar a la ciutat de Barcelona en llengua castellana entre el 1846 i el 1853.
Fou dirigida pels metges Francesc Arró i Triay i Josep Alberich i Cases i pel farmacèutic Francesc Domènech i Maranges. Els seus exemplars permeten tenir una idea de la situació de la medicina a Catalunya vers la meitat del segle xix.